# Ordos (cultura)

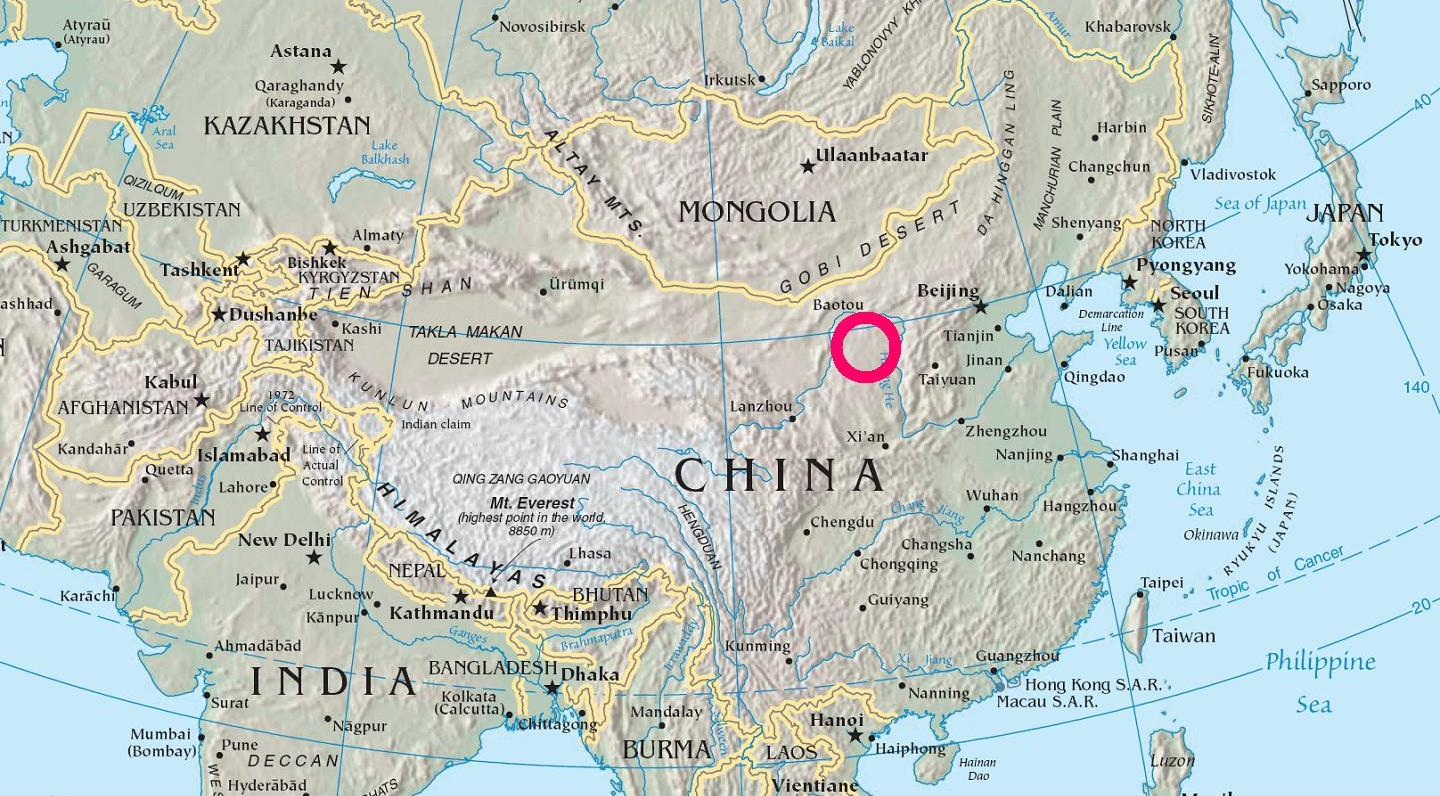
Ubicació de les troballes arqueològiques de la cultura Ordos

La cultura Ordos és una cultura prehistòrica i protohistòrica que es desenvolupà en el període que va del Paleolític superior a l'edat del bronze al desert d'Ordos (Mu Us), al sud de la Mongòlia Interior (Xina), a uns 300 km de Pequín. Els ordos d'aquesta època eren predominantment mongoloides, com ho proven les característiques físiques dels esquelets trobats en els seus enterraments, així com la seua cultura material. En un període tan llarg, però, patiren nombroses interaccions entre grups europoides i mongoloides, fins a la seua annexió a la Xina sota la dinastia Qin i Han.

## Poble prehistòric
La cultura ordos es documenta des del Paleolític superior. Apareixen palets i eines lítiques al Zhoukoudian, amb puntes i talls que indiquen un element mosterià-levallois. Demostren un coneixement acabat de la tecnologia del Paleolític superior, produint fulles de fins a 15 cm de llarg.
Els fòssils humans d'Ordos de Salawusu s'han datat d'entre 50000 i 35000 ae. Mostren característiques mongoloides, específicament en la dentició i l'os occipital.
La cultura Zhukaigou és una de les cultures neolítiques d'Ordos, datada d'entre 2200 i 1500 ae. Se n'han comptat uns 327 enterraments. Unes proves genètiques mostren que estan relacionats estretament amb les restes de Yinniugou, així com amb les poblacions modernes dels Daur i els evenkis. Les troballes del lloc són molt semblants a les de la cultura del baix Xiajiadian. Aquestes troballes són importants perquè mostren el tema decoratiu de la serp en armes i altres objectes que reprodueixen formes animals, que en períodes posteriors caracteritzen l'estil Ordos.

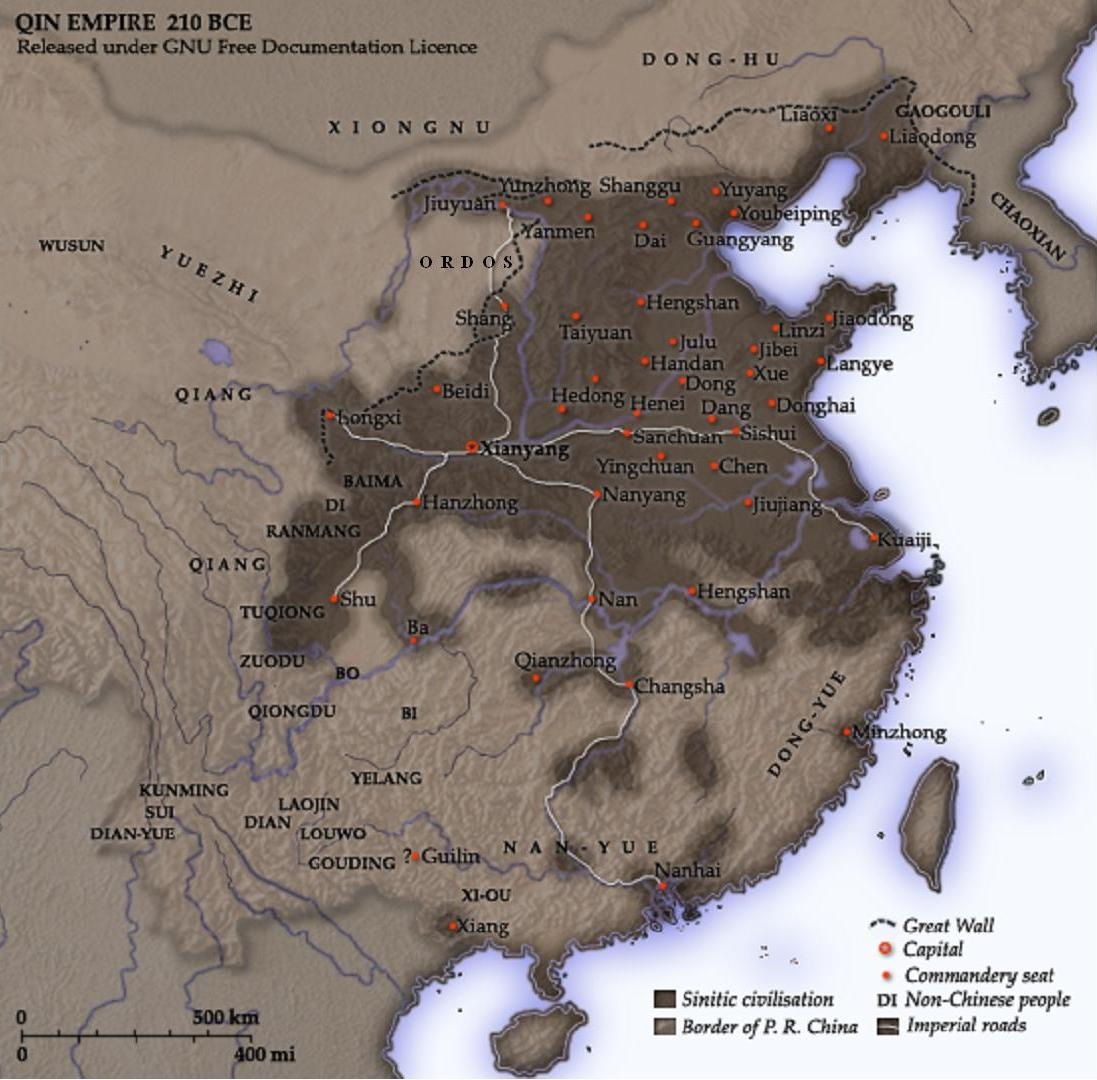
El poble Ordos se situava a la perifèria de l'Imperi Qin, a l'est dels Yuezhi, al s. III ae

El poble Ordos es registra al desert Ordos del s. VI ae al s. II ae. No és clar quins pobles havien ocupat aquesta àrea prèviament, però degueren ser també mongoloides.
L'esquelet de la tomba de Taohongbala data dels s. VII o VI ae; s'adscriu generalment a la cultura del bronze Xiongnu, i mostra trets fortament mongoloides.
Un tipus semblant d'enterrament a Hulusitai (prop de Bayannur) descobert al 1979, datat d'entre els s. V i IV ae, es considera l'única cultura Xiongnu situada al nord del Yinshan. El jaciment consta sobretot d'objectes de bronze i ceràmica, i un total de 27 esquelets de cavalls. Unes excavacions posteriors d'en Guoxianyaozi han trobat enterraments datats dels s. VI al V ae, amb trets mongoloides septentrionals. Aquests trets se solen atenuar com més al sud, on poden comparar-se les restes òssies de mongoloides orientals i septentrionals de les troballes de Maoqinggou i Yinniugou, datades del segle vii aC, un total de 117 enterraments. Moltes armes de bronze d'aquestes cultures són semblants a les d'estil xinés.
Moltes representacions de gent del poble Ordos tendeixen a representar-los amb cabell llis. Aquest aspecte és especialment evident en les troballes arqueològiques de Baotou (M63:22, M63:23, M84:5), Etuoke (M1, M6), Xihaokou (M3), el baix Woertuhao (M3:1) i Mengjialiang.

## Saques i escites

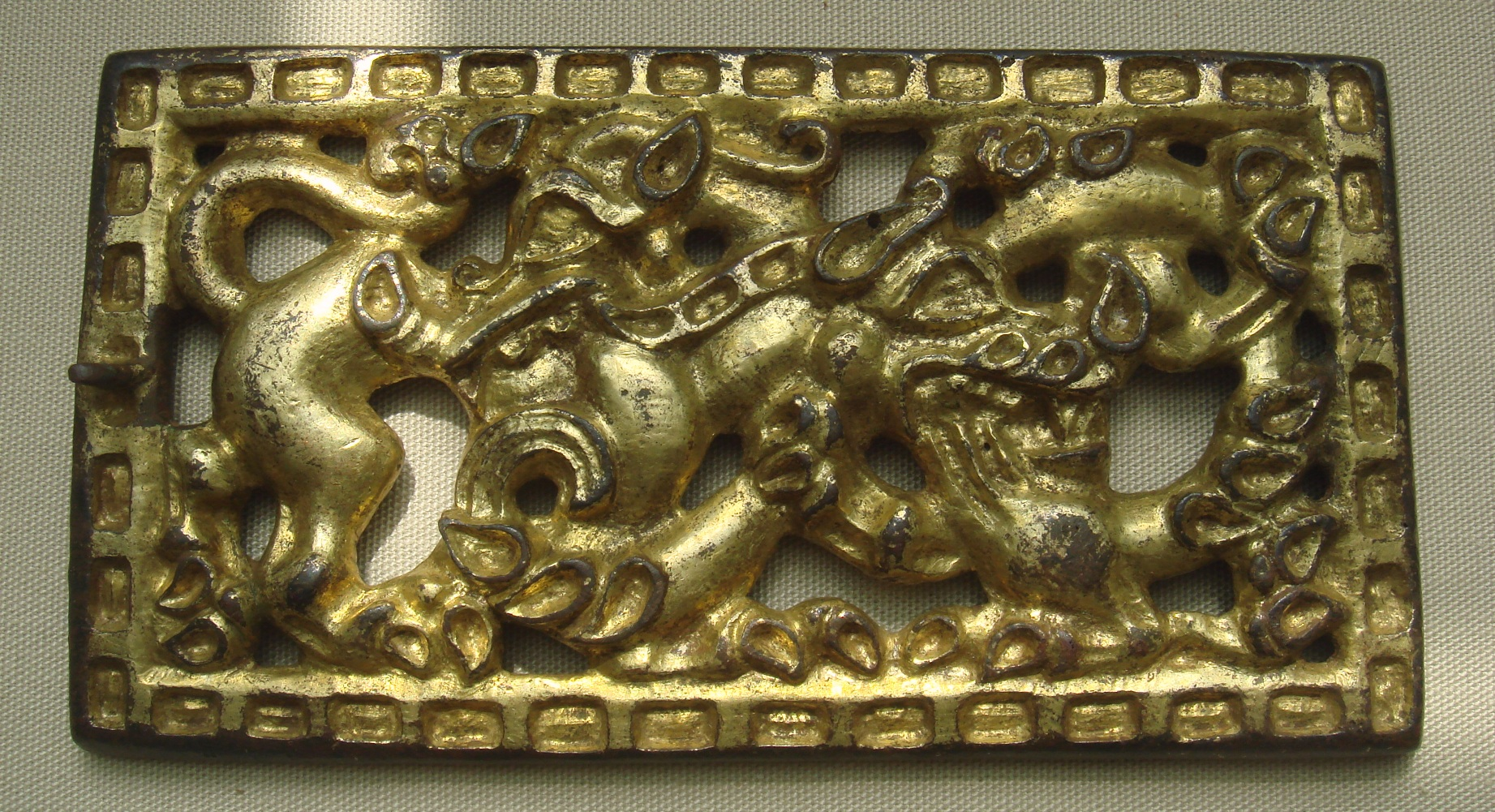
Sivella, Ordos, segles a I ae

Més tard, nòmades ramaders de cavalls ocuparen l'àrea d'ençà el segle VI al II ae, abans de ser expulsats pels Xiongnu. Segons Lebedynsky, devien ser els més orientals dels pobles afins als escites els que s'haurien assentat allí, just a l'est dels Yuezhi (o tocaris, molt millor coneguts), tot i que no proporciona proves que recolzen aquesta hipòtesi. Són principalment coneguts per les restes humanes i cultura material.
Emprengueren freqüents contactes i guerres amb les poblacions Han i pre-Han del període. El seu anterior territori s'ubica ara just al nord de la Gran Muralla Xina, i a la riba sud del gran meandre septentrional del riu Groc.
Segons Lebedynsky, el poble representat per aquestes troballes arqueològiques tendia a desenvolupar models europoides, que es pensa que tenen afinitats amb els escites. Les armes a les tombes de les estepes dels Ordos són molt semblants a les escites, sobretot als Saques.
El poble Ordos elaborava fíbules per als cinyells, guarnicions de cavalleria i armes amb representacions animals, normalment en posició d'atac. L'estil animalístic recorda el de les tradicions nòmades de l'Àsia central, com les dels escites.

## Relacions
Els veïns orientals dels Ordos pogueren haver estat idèntics als Yuezhi, que, després d'haver estat desplaçats pels Xiongnu, emigraren al sud d'Àsia per formar l'imperi Kuixan. També es relacionaren culturalment amb altres tribus nòmades de l'est: els Hu orientals (en xinés: 東胡, "Donghu"), que compartien un art de l'altiplà similar, però semblen mongoloides. També pogueren relacionar-se amb els Di (xinés: 氐 "bàrbars occidentals") dels annals xinesos.
D'altra banda, l'àrea dels Ordos es considera la terra llegendària d'origen dels pobles turquesos.

## Ocupació Xiongnu
En les fonts xineses, els Xiongnu apareixen a Ordos en el període dels Regnes Combatents, en el Yizhoushu i el Shan Hai Jing, abans de ser ocupats pel Regne Qin i el Regne de Zhao. Generalment es pensa que Ordos era la seua pàtria, tot i que no és clar quan exactament ocuparen aquesta zona, i podien haver-hi estat molt abans del que tradicionalment es pensa, com algunes troballes suggereixen.
A mesura que els Xiongnu s'expandien al sud per territori Yuezhi, cap al 160 ae sota el seu líder Modun, els Yuezhi al seu torn derrotaren als saces i els empentaren cap a l'Issik Kul. Es pensa que els Xiongnu també ocuparien l'àrea del Ordos durant el mateix període, quan contactaren amb els xinesos. Des de llavors, els Xiongnu emprengueren ràtzies devastadores dins del territori xinés (anys 167, 158, 142, 129 ae).
La dinastia Han lluità contra els Xiongnu a la fi del s. II ae sota l'emperador Han Wudi, i colonitzaren l'àrea dels Ordos sota comandament de Shuofang l'any 127 ae. Prèviament a la campanya, s'havien establert comandàncies dels Qin i els Zhao fins que foren destruïdes pels Xiongnu l'any 209 ae.

## Restes
Moltes restes de la cultura Ordos es troben a la Galeria asiàtica del British Museum:

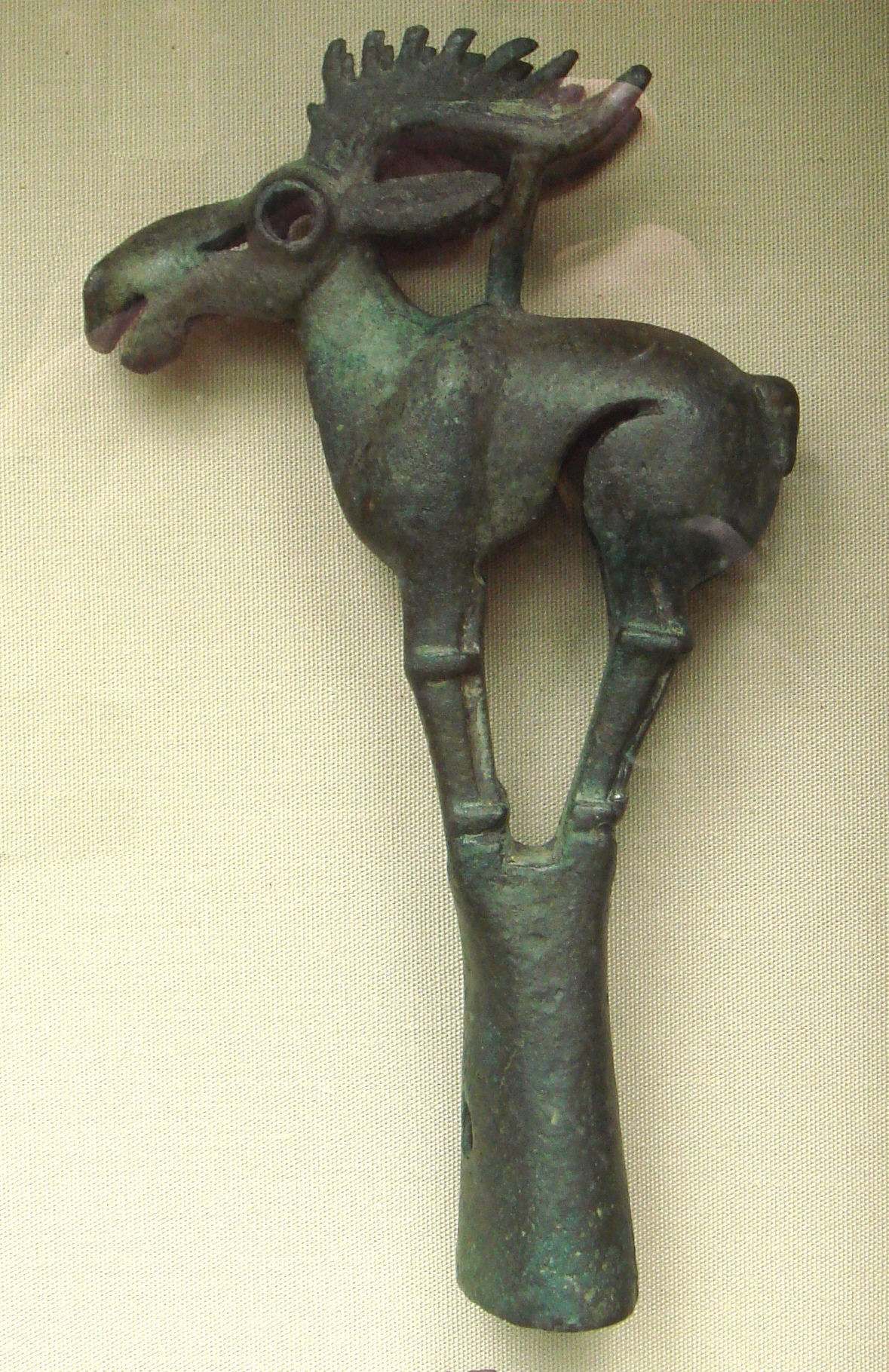
Mànec de bronze, Ordos, segles VI al V ae
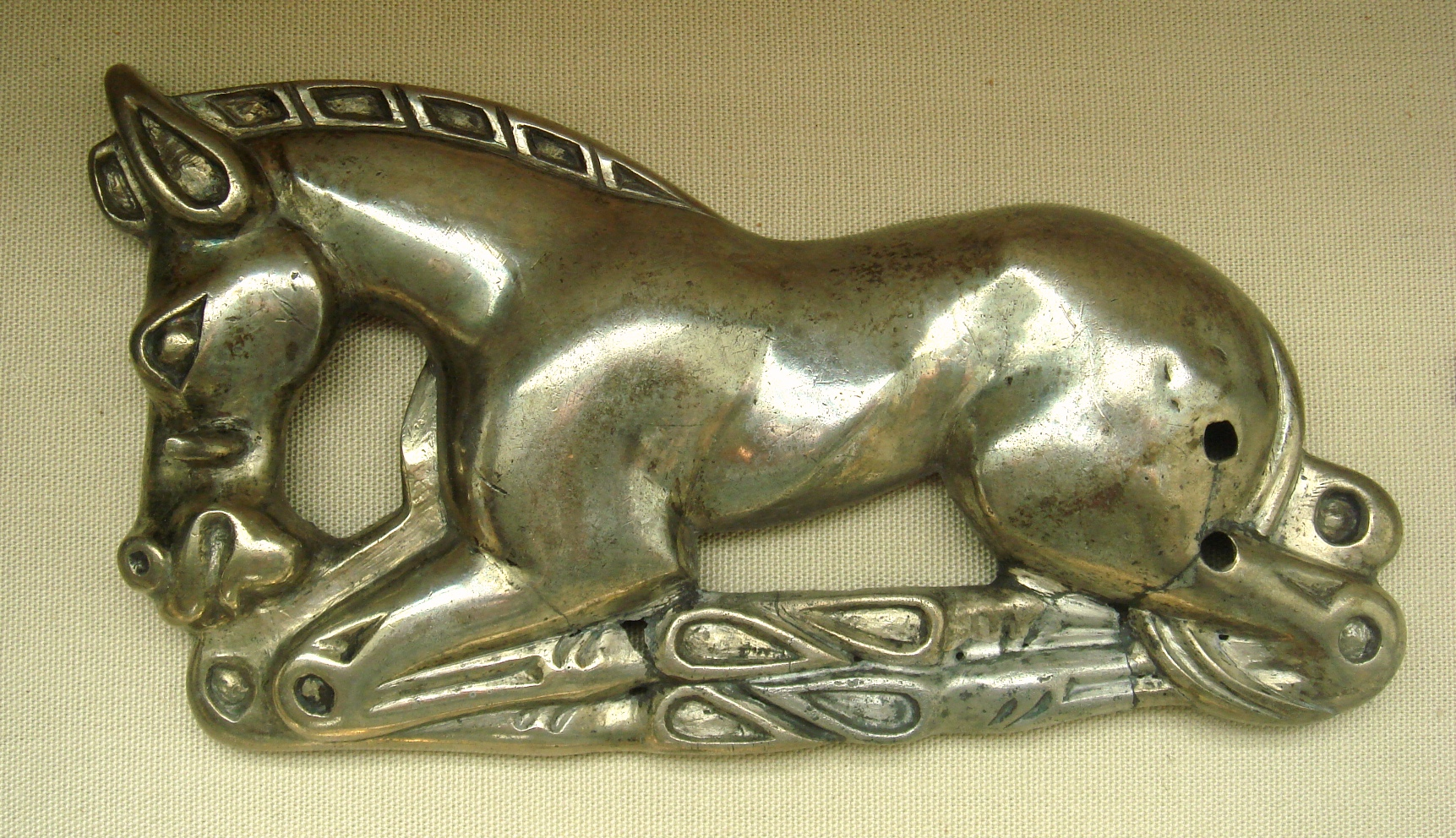
Cavall d'argent, Ordos, segles IV a l'I ae
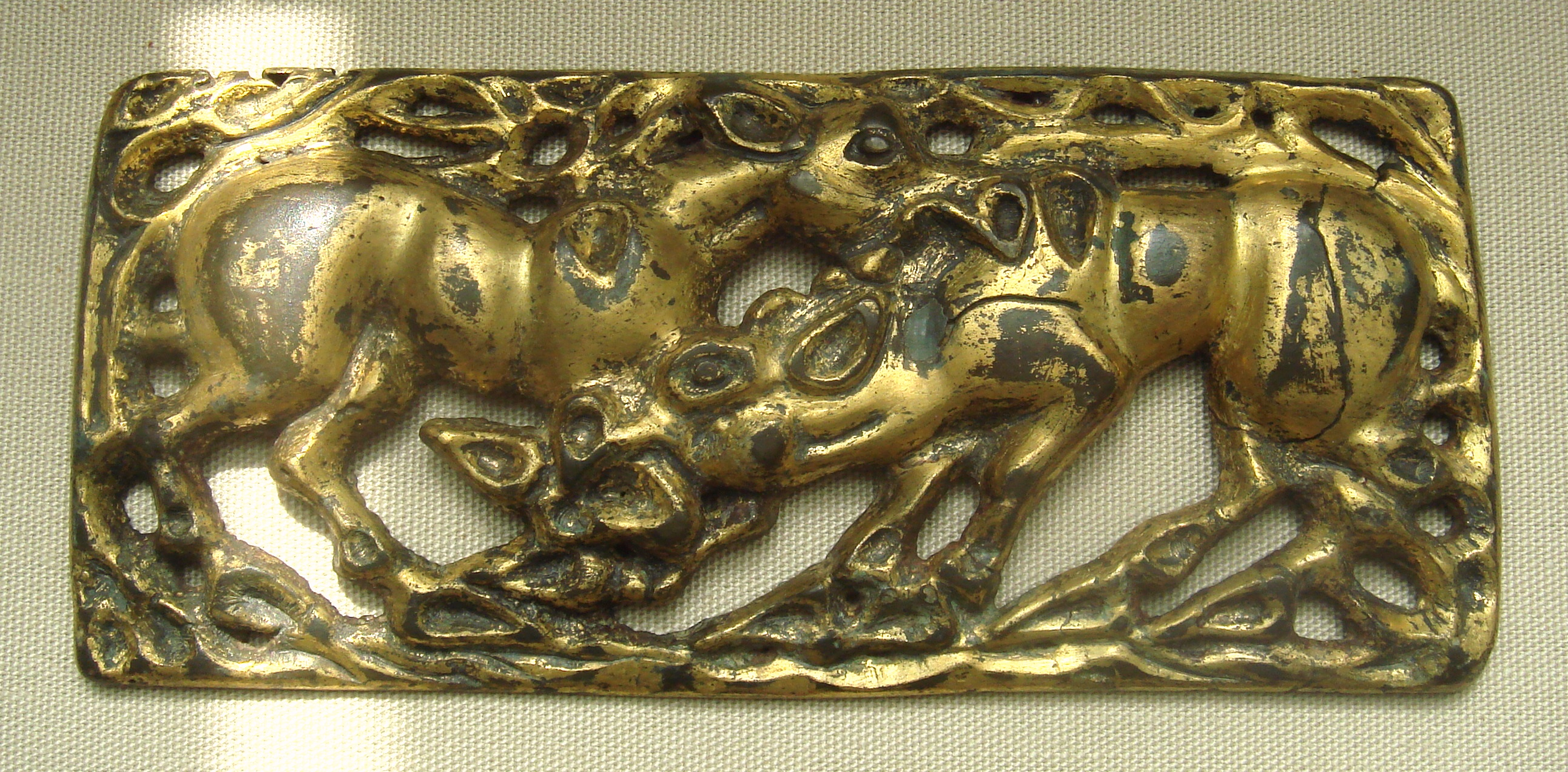
Fíbula, Ordos, segles iii a l'I ae
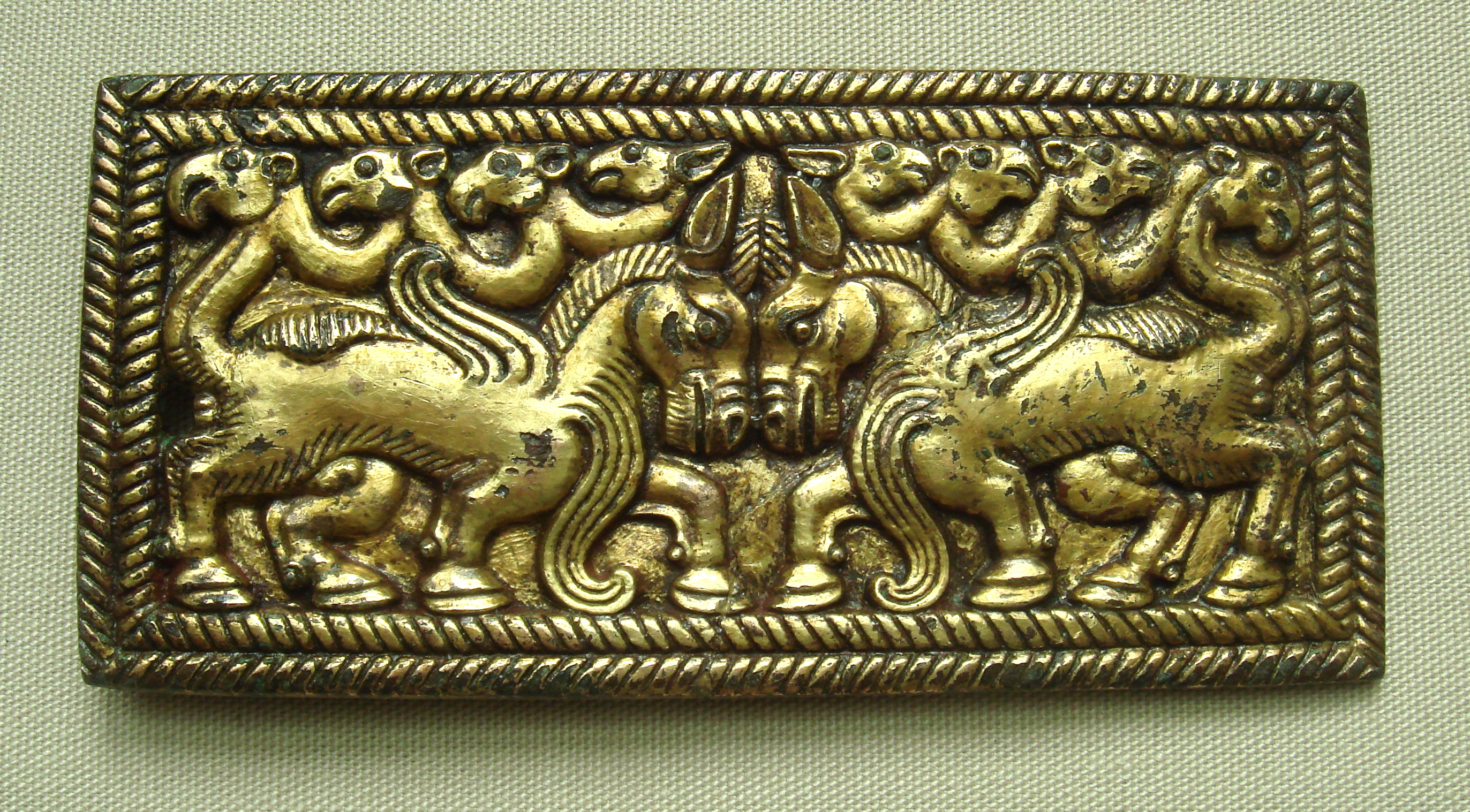
Fíbula, Ordos, segles iii a l'I ae
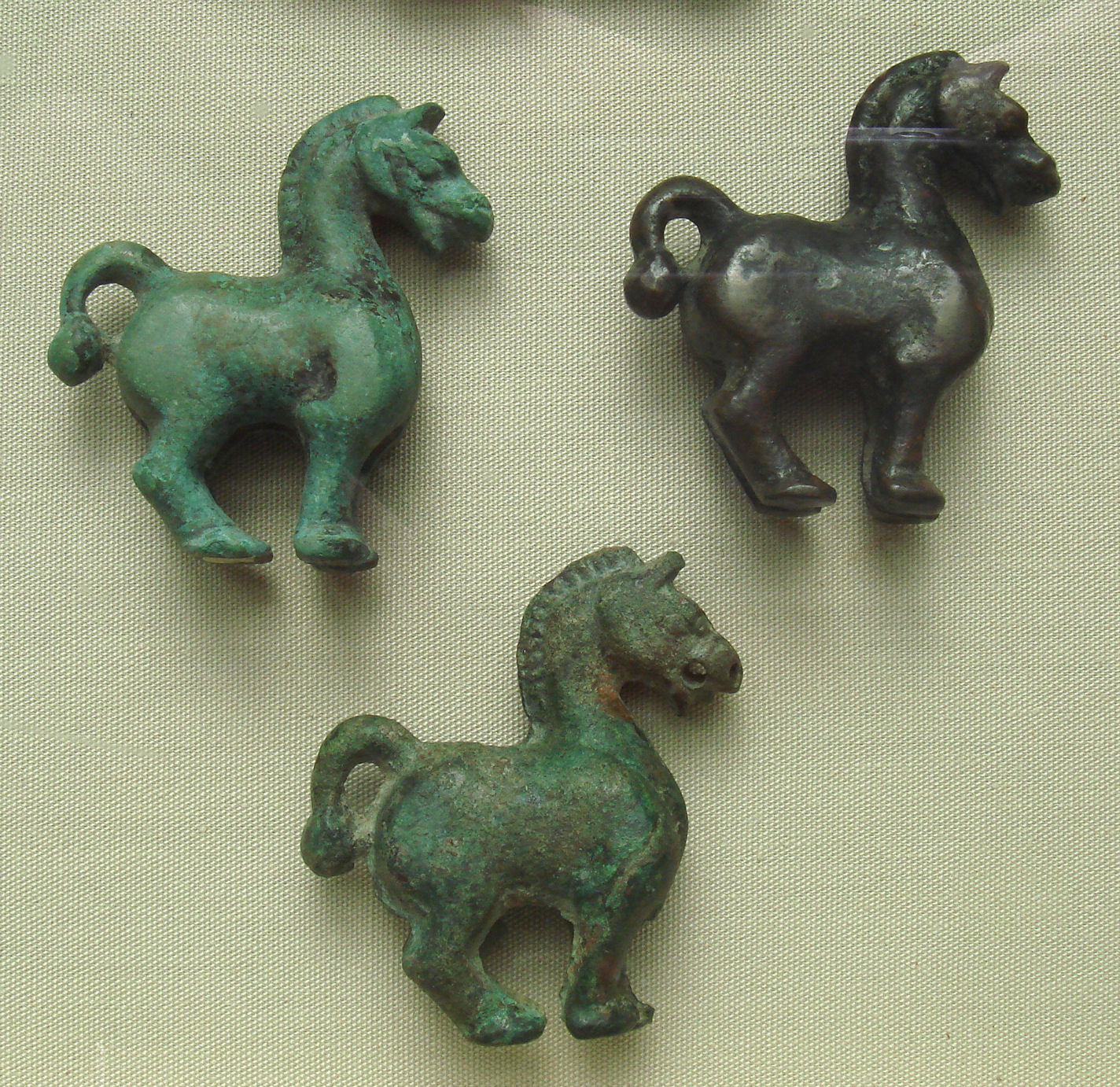
Cavalls de bronze, Ordos, segles V al III ae
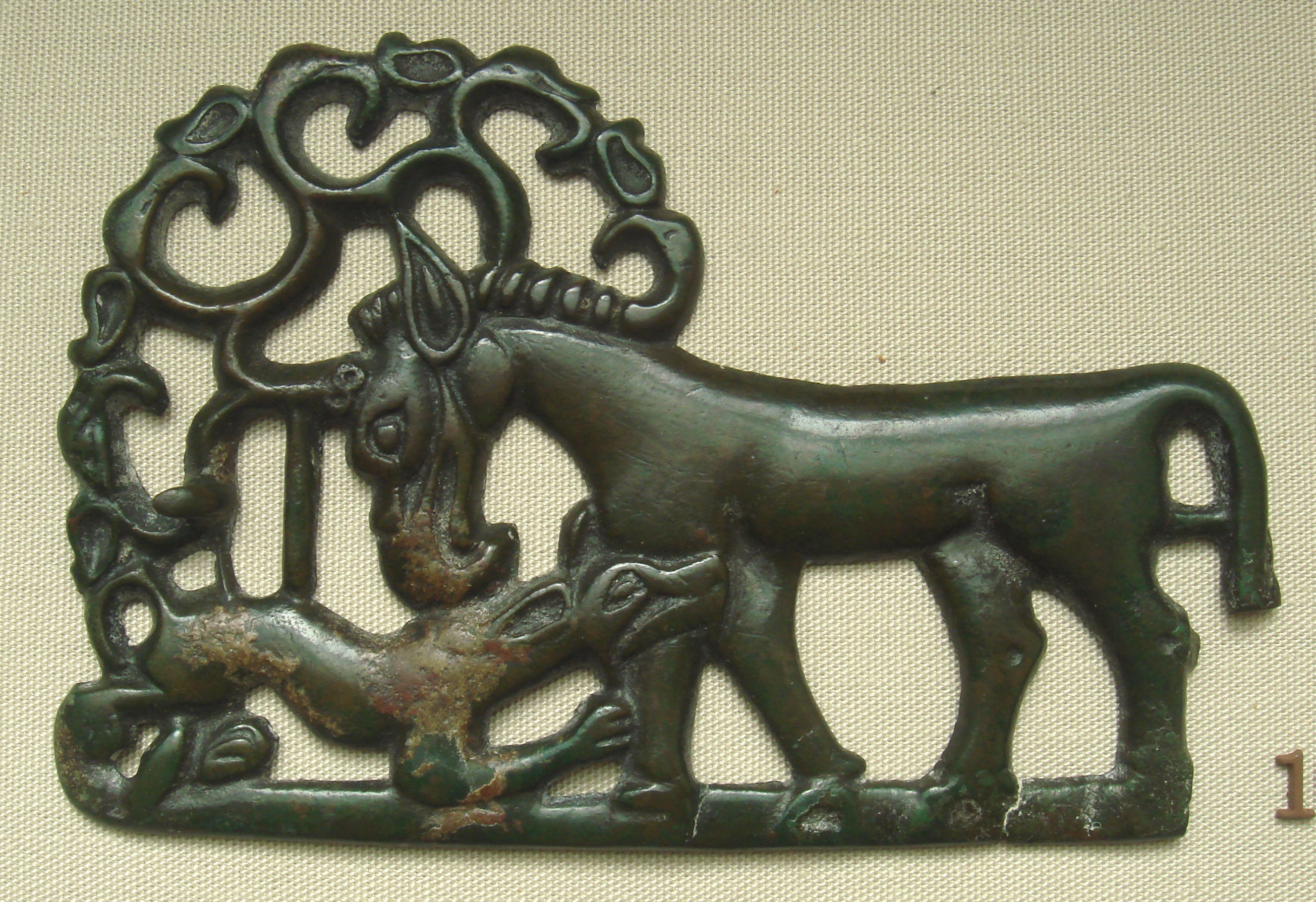
Cavall atacat per un tigre, Ordos, segles IV a l'I ae